# Гянджа-Дашкесанский экономический район

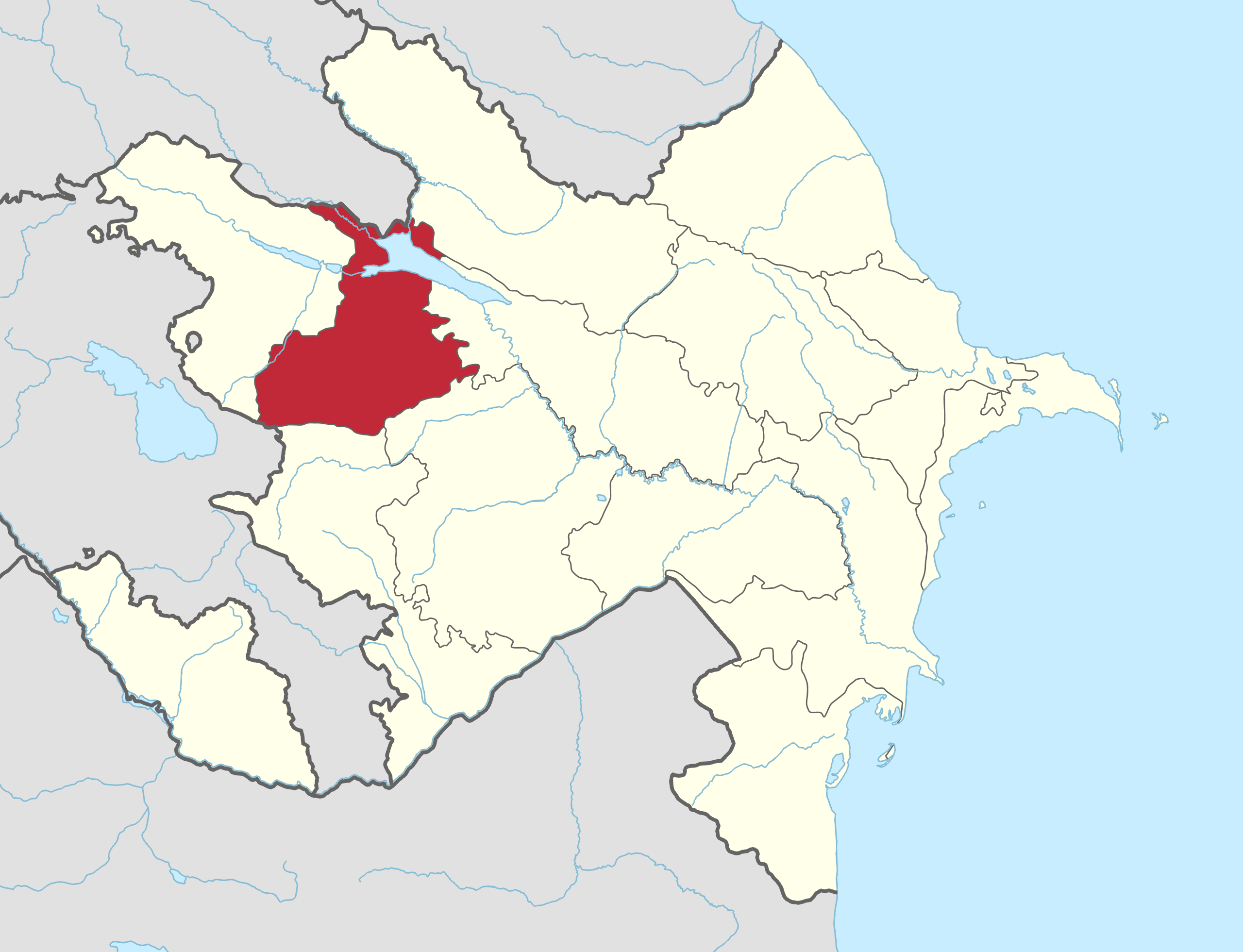
Гянджа-Дашкесанский экономический район

Гянджа-Дашкесанский экономический район (азерб. Gəncə-Daşkəsən iqtisadi rayonu ) — один из экономических районов Азербайджана. Включает города Гянджа и Нафталан, а также  Дашкесанский, Геранбойский, Гёйгёльский, Самухский административные районы.

## Общие сведения
Площадь — 5270 км² . Население — 611,3 тыс. чел. (на начало 2020 года).
В 2022 году в районе действовало 17 626 субъектов малого и среднего бизнеса, в 2023 году — 18 912.

## История

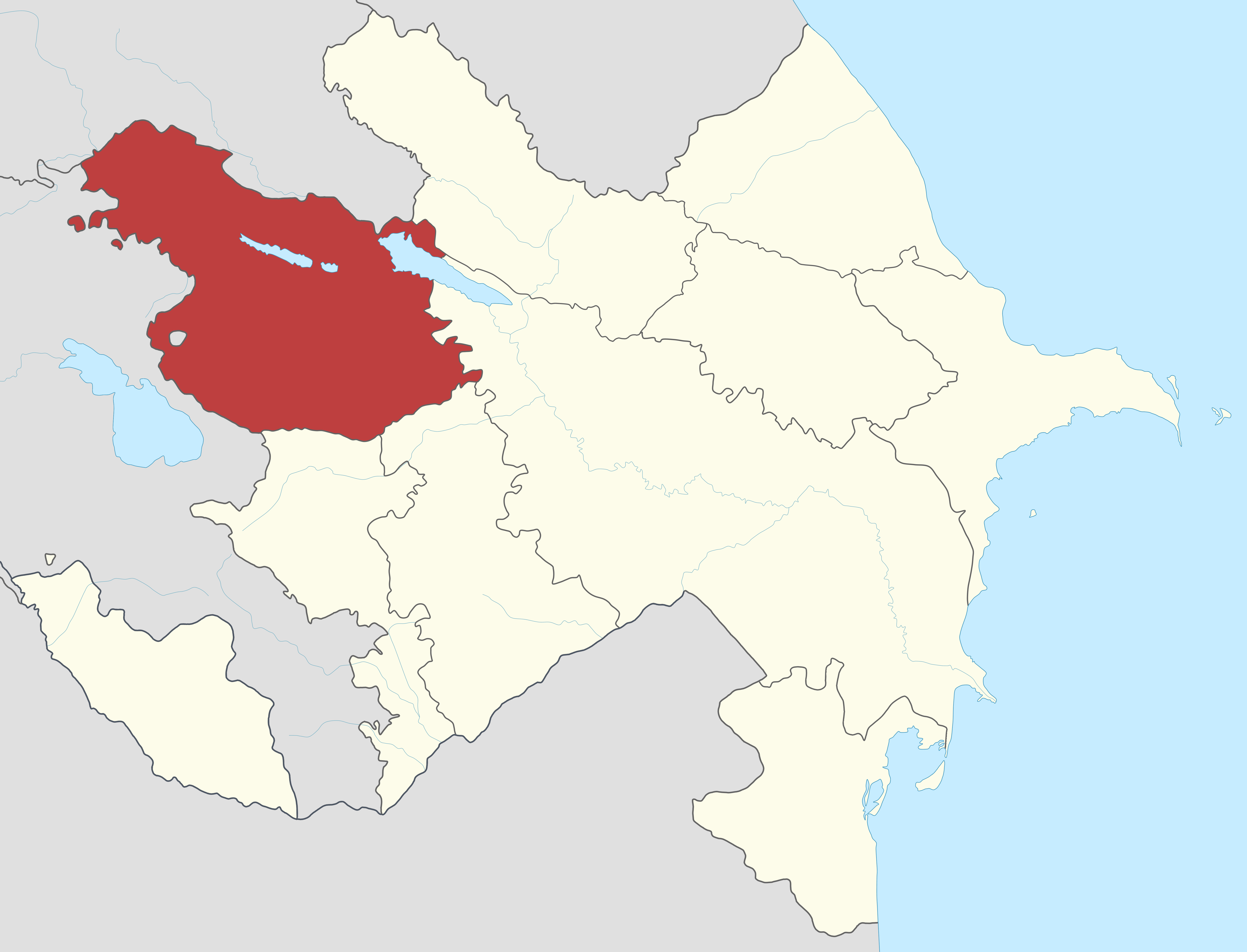
Гянджа-Газахский экономический район до 7 июля 2021 года (закрашен красным)

До 7 июля 2021 года назывался Гянджа-Газахским экономическим районом и включал города Гянджа и Нафталан, а также Акстафинский, Газахский, Дашкесанский, Кедабекский, Товузский, Геранбойский, Гёйгёльский, Самухский, Шамкирский административные районы
7 июля 2021 года был принят указ «О новом разделении экономических районов в Азербайджанской Республике», согласно которому район был переименован в Гянджа-Дашкесанский, а Акстафинский, Газахский, Кедабекский, Товузский и Шамкирский административные районы были отделены от экономического района.

## Экономика
Основные полезные ископаемые района составляют нефть, природный газ, серный колчедан, кобальт, барит, железная руда, алунит, камень-известняк, мрамор, гипс, цеолит, бентонит, цементное сырьё, Дашкесанская железная руда, Зяйликские алунит, золото, медь, Хашбулагский камень-известняк.
Электроэнергетика представлена Гянджинской и Еникендской ГЭС. Большой гидроэнергетический потенциал имеет часть реки Куры, протекающей по территории района.
Производство: в экономике района важное место занимает тяжёлая промышленность, представленная предприятиями машиностроения, приборостроения, по производству оборудования связи, ремонту автомобилей и сельскохозяйственной техники.
Лёгкая промышленность района основывается на переработке местного сырья, переработке продуктов сельского хозяйства. Предприятия пищевой промышленности производят мясо-молочные продукты, консервированные продукты.
Строительные предприятия: домостроительный комбинат широких панелей, железобетонный, кирпично-керамитный, мраморный заводы.
В Гяндже и Дашкесане располагаются предприятия по первичной переработке сырья для цветной и чёрной металлургии. Действующие в Гяндже заводы химической промышленности производят серную кислоту, калийные удобрения.
Сельское хозяйство: основными направлениями сельского хозяйства района являются выращивание картофеля, зерновых культур и виноградарство. Получили развитие садоводство, плодоводство, овощеводство и животноводство.
Транзитное значение: добываемые из месторождений Каспийского моря нефть и газ транспортируются по трубопроводам Баку — Тбилиси — Джейхан, Баку — Супса, Баку — Тбилиси — Эрзурум которые проходит через территорию этого экономического района. Основные железнодорожные и автомобильные маршруты, соединяющие Азербайджан с Грузией и побережьем Чёрного моря, также проходят через территорию района.
Туризм: Благоприятные природно-климатические условия позволяют создавать здесь лечебно — оздоровительные комплексы международного значения. В районе, на высоте 1566 м над уровнем моря расположены зоны отдыха Гёйгёль и Аджикенд, всемирно известный лечебно-оздоровительный санаторий Нафталан.
Социальная инфраструктура: в районе большое количество библиотек, музеев, театров, больниц и других социально-культурных объектов.